# Gipperath
Gipperath là một đô thị ở huyện Bernkastel-Wittlich, trong bang Rheinland-Pfalz, Đô thị Gipperath có diện tích 4,87 km², dân số thời điểm ngày 31 tháng 12 năm 2006 là 255 người.